# 小堺一機の恋愛専科 色恋ざうるす
『小堺一機の恋愛専科 色恋ざうるす』（こさかいかずきのれんあいせんか いろこいざうるす）は、1991年10月5日から1993年9月25日まで中京テレビで放送されていた恋愛バラエティ番組。通称「色恋ざうるす」。放送時間は毎週土曜 24:00 - 25:00 （日本標準時）。

## 概要
若者の恋愛観をテーマにしていた深夜番組で、東海3県在住の若い独身男性たちが名古屋市中心街などで行うロケ企画をメインに据えていた。司会は、中京テレビ製作番組初司会の小堺一機と、かつて『ラジオDEごめん』で月曜のレギュラーを務めていた泉本教子（現・泉本のり子）が担当。
番組は主に、独身男性たちが参加したロケのVTRと、それらを基に小堺たちがスタジオで繰り広げるトークによって構成されていた。また、スタジオパートには毎回東海3県在住のカップル2組が出演し、自身の様々な恋愛エピソードを披露していた。スタジオにはシュロ、アレカヤシ、モンステラなどの観葉植物や白い岩石など、恐竜がいた時代の世界をイメージしたセットが配されており、出演者たちが座る椅子やカップル2組が座るパネラー席の後ろには、「ざうるすくん」という恐竜キャラクターのセットも据え付けられていた。
この番組は中京テレビのみで放送されていたローカル番組であるが、ゲストには毎回平松愛理や前田耕陽、KATSUMIや森川美穂といった全国区で名が知られた人物を招いていた。なお、最終回のゲストは明石家さんまだった。

## 出演者

### 司会
- 小堺一機
- 泉本教子

### 準レギュラー
- ジョン・ギャスライト
- おかまのKEN
- 松尾伴内
- ピエール瀧（電気グルーヴ） - ロケVTRを中心に出演。

## 実施企画の例
- ナンパで使える大爆笑会話術（1991年10月5日放送分）
- Good-Bye Love Auction （1992年1月11日放送分）
- ナンパ王決定戦 '92 Part II 必殺!!拝み倒し（1992年2月15日放送分）
- ハイレグ美女に求愛（1992年8月22日放送分） - 小野浦海水浴場にて開催。
- 究極の口説き文句を教えます（1992年10月10日放送分）
- 恋愛経験豊富なKATSUMIの恋愛トーク（1992年12月19日放送分）
- 電気グルーヴのラブホテル下見ツアー PART2 （1992年12月26日放送分）
- ナンパ王決定戦 通行人ビックリアクロバットナンパとダウンタウンの浜ちゃんそっくりのものまねナンパ対決（1993年1月9日放送分）
- ハイレグ美女に求愛（1993年7月24日放送分） - 内海海水浴場にて開催。

## エンディングテーマ
- とりあえず大丈夫…ひとりでいたい夜（小堺一機）